# Mašnica
Mašnica (en serbe cyrillique : Машница) est un village du nord-est du Monténégro, dans la municipalité de Plav.

## Démographie

### Évolution historique de la population
| 1948 | 1953 | 1961 | 1971 | 1981 | 1991 | 2003 |
| ---- | ---- | ---- | ---- | ---- | ---- | ---- |
| 374  | 435  | 445  | 400  | 408  | 352  | 299  |